# 眼斑巨蜥
眼斑巨蜥（學名：s）是澳洲最大的巨蜥，在全世界中體型第四大的蜥蜴，僅次於科莫多龍、薩氏巨蜥及澤巨蜥。其种加词“Giganteus”意为“巨大的”。
牠們分佈在大分水嶺的西面，由於較為偏遠，與及牠們很害羞，要見到牠們會較為困難。
眼斑巨蜥是澳洲原住民的圖騰動物、夢幻（Dreaming）及叢林食物的一部份。牠們是沙漠部落的食物，其脂肪會用在醫藥及祭典儀式上。很多原住民的藝術及傳說故事都有提及牠們。

## 特徵
眼斑巨蜥可以長達2.5米及重20公斤，平均長1.75-2米及重15公斤。牠們比圓鼻巨蜥重及粗壯，但體型較短。牠們相對科莫多龍或薩氏巨蜥都顯得較為幼長。

### 毒素
以往認為被眼斑巨蜥所咬後造成的感染，是源自其口部的細菌。但是於2005年的研究發現，被飾紋巨蜥、科莫多龍及帶状樹巨蜥咬後都有相似的感染發生，包括急速腫脹、局部位置未能凝血、刺痛、及其他維持數小時的徵狀。故此相信徵狀是由輕度的毒素所致。
澳洲傳說眼斑巨蜥是免疫於毒蛇，但卻未有實驗證實。

## 棲息地
眼斑巨蜥棲息在乾旱的岩地。

## 行為
眼斑巨蜥在澳洲很難見到，且會逃避人類。
眼斑巨蜥很多時會只以後肢及尾巴來支撐身體，幫助觀察周圍環境。牠們跑得很快，可以四肢或只以後肢奔跑。

### 食性
眼斑巨蜥靠敏銳的嗅覺尋找獵物，但並非利用鼻子聞空氣，而是靠分岔的舌頭，看哪邊嘗到的味道濃度較高。
眼斑巨蜥一般都會主動覓食，但也會等候接近的細小動物。牠們的獵物包括昆蟲、包括同種的爬蟲類、鳥類、鳥蛋、細小的哺乳動物及腐肉。大型的眼斑巨蜥能夠攻擊較大型的獵物，如細小的袋鼠。